# Fakhr-ad-Din II
Fakhr-ad-Din II (1572-1635) fou emir drus de la dinastia mànida al Xuf (Líban).
El 1584 es va produir un atac (prop de Trípoli del Líban) d'una caravana amb els tributs egipcis pel sultà que es van perdre, i l'emir Kurkumaz en fou acusat. Les tropes otomanes van entrar al Xuf i el van assolar i Korkmaz va morir durant la seva fugida (1585). El seu fill Fakhr al-Din era encara molt jove (uns 13 anys) i tenia molts rivals; va esclatar la guerra civil al Xuf entre els partits anomenats iemenites dirigits per Alam al-Din i els kaysites (que donaven suport als mànides). Finalment, després d'uns cinc anys de guerra, els kaysites van aconseguir la victòria i Fakhr al-Din va recuperar plenament el poder amb uns 18 anys.
Mentre, l'amir kurd i governador de la regió de Trípoli, Yusuf Sayfa, principal instigador de l'atac otomà al Xuf el 1585, va engrandir els seus dominis incorporant els districtes de Bsharri, Batrun, Jubail, i Kisrawan, feus dels cristians maronites, Akkar, i (1593) avançava cap a Beirut al sud i cap a Lataquia i Hamat al nord. El nou emir del Xuf va decidir la venjança contra Yusuf, es va aliar als maronites, als que Yusuf oprimia, i va iniciar la lluita. Va aconseguir la benevolència del governador otomà de Damasc, Murad Pasha, que li va cedir el port de Sidó (on Fakhr al-Din va establir després la seva capital); va conspirar contra el senyor de Baalbek i el Djabal Amil, Ali Harfush, i contra el senyor Mansur Furraykh de la Bekaa, aliats de Yusuf; aquests dos senyors foren capturats i executats per Murad Pasha (vers 1595) i llavors Fakhr al-Din va envair i ocupar la Bekaa i llavors va fer la pau amb Musa Harfush de Baalbek (successor d'Ali Harfush) que va esdevenir el seu aliat. El 1598 el governador de Damasc el va autoritzar a ocupar Beirut i la plana de la costa fins al Nahr al-Kalb (riu del Gos) més al nord, territoris que tradicionalment pertanyien als amirs drusos, i que estaven en mans de Yusuf que en fou expulsat.
Amb el producte del comerç de Sidó i Beirut va poder comprar el sandjak de Safad, que anava al llarg del Xuf, amb les fortaleses d'Arnun (el castell de Belfort) i Subayha que foren restaurades. El 1605 va travessar el riu Nahr al-Kalb, va derrotar a Yusuf i va annexionar Kisrawan. En aquest temps al nord de Síria, la família d'origen kurd dels Jumblatt havia assolit el poder al sandjak de Killis però Jumblatt Husayn (aliat del wali d'Alep) va ser executat a Van el 1604 per negar-se a lluitar contra Pèrsia (1604) i el seu possible fill Jumblatt Ali es va revoltar a Síria i es va apoderar dels sandjaks d'Alep i Azaz (a més de Killis) arribant pel sud fins als dominis de Yusuf Sayfa que va envair (1606). Llavors Ali i Fakhr al-Din es van aliar i van derrotar a Yusuf prop d'Hamat, avançant cap a Trípoli del Líban; Fakhr va enviar forces des de Baalbek per impedir l'ajut de Kurd Hamza, amir i cap dels geníssers de Damasc. Yusuf, sense aquest ajut va fugir per mar cap a Palestina i es va reunir amb Kurd Hamza a Damasc. Jumblatt Ali va entrar a Trípoli que va saquejar, i aliat a Fakhr van marxar junts contra Damasc però foren derrotats per Nasuh Pasha d'Alep a Orudj. Presoner Ali fou enviat a Istanbul on tot i ser perdonat temporalment, va acabar executat el 1611. Fakhr al-Din es va salvar per l'amistat amb Murad Pasha, que ara era gran visir otomà: el 1607 Murad Pasha va anar a Alep per arreglar els afers de la regió personalment, i Fakhr al-Din va canviar ràpidament de costat i se li va sotmetre enviant-li regals molt valuosos; Murad el va confirmar com emir amb Beirut, Sidó i Kisrawan entre els seus territoris i amb privilegis pel Xuf on no hi hauria guarnicions otomanes.
Els Mèdici de Toscana planejaven la constitució d'un regne a Palestina i el 1603 havien entrat en contacte amb Fakhr al-Din, sense cap resultat; els contactes es van renovar el 1607; aquesta vegada Fakhr al-Din, assumint que Murad Pasha no seria sempre gran visir, estava disposat a un acord i va signar un tractat el 1608 pel qual s'obligava a sostenir als toscans en la conquesta de Damasc i Jerusalem i els Mèdicis donarien suport militar a Fakhr i influirien en el Papa perquè aquest pressionés al patriarca maronita a fi i efecte que els cristians del Líban donessin suport a Fakhr. El 1610 en una carta, el Papa demanava al patriarca maronita posar als seus fidels sota la protecció de Fakhr al-Din i un maronita va ser enviat el 1611 com ambaixador davant el Papa i Toscana. Fakhr va formar un exèrcit permanent de mercenaris coneguts com a sukmans.
Murad Pasha va morir el 1612 i el càrrec de gran visir va passar a Nusah Pasha, enemic de Fakhr al-Din. Aquest li va enviar regals però el nou gran visir tenia fonamentades sospites de l'emir, que havia mostrat interès pels sandjaks d'Adjlun i de Nablús (que obrien el pas a Jerusalem). Quan Fakhr al-Din es va enfrontar amb el governador de Damasc, Ahmad Hafiz, pels dos sandjaks, Nasuh va aixecar un exèrcit el comandant del qual va donar a Ahmad Hafiz. Segur de no poder resistir Fakhr al-Din es va embarcar a Sidó cap a Toscana i va deixar el govern del Xuf al seu germà Yunus (Yunus II) amb l'encàrrec de traslladar la capital a Dayr al-Kamar al Xuf (1613).
A Toscana, Fakhr-al-Din fou rebut pel gran duc Cosme II de Mèdici o Cosimo II, que el va allotjar durant la seva estada. Fakhr-al-Din volia cooperació militar dels toscans però això fou impossible, ja que Toscana llavors no podia fer cap expedició. La seva estada va permetre a Fakhr descobrir la cultura europea.
El 1615 el kurd Yusuf Sayfa, que tornava a governar la regió de Trípoli (sota autoritat del wali Umar Pasha) va atacar el Xuf, i va saquejar Dayr al-Kamar però Nasuh Pasha va morir el mateix any 1615 i Ahmad Hafiz va perdre el govern de Damasc (1616) i el seu successor va fer la pau amb Yunus II a canvi d'una forta quantitat i el desmantellament de les fortaleses d'Arnun i Subayba (1617). Fakhr al-Din va poder retornar amb seguretat desembarcant a Acre el 1618. Yunus II li va retornar immediatament el comandament.
Umar Pasha de Trípoli mentre havia exigit el pagament de tributs endarrerits a Yunus Sayfa i Fakhr al-Din va oferir suport al governador contra l'emir kurd. A canvi d'aquesta ajuda va rebre els districtes de Jubail i Batrun; aviat es va produir un acord general entre Fakhr i Yusuf, que fou signat el 1619, pel qual Fakhr es va casar amb la filla de Yusuf; poc després, encara el mateix any, Fakhr va obtenir els sandjaks de Djabala (Mont Líban) i Lataquia que abans havien estat possessió de Yusuf, el que va tornar a enfrontar als dos homes en una guerra que va durar cinc anys; Fakhr va conquerir els districtes de Bsharri i Akkar; d'altra banda Fakhr va obtenir la cessió dels sandjaks de Nablús i Adjlan dels que va haver d'expulsar els titulars.
Fakhr estava fent campanya a Palestina contra els senyors de Nablus i Adjlan i Kurd Hamza va instigar a Mustafa Pasha, governador de Damasc, a formar una aliança contra Fakhr; els col·ligats van avançar cap a la Bekaa (1623) però Fakhr va retornar de Palestina i va derrotar els invasors a Andjar (Majdel Anjar). Mustafa fou fet presoner si bé el va alliberar immediatament i el sultà li va acordar el títol de Sultan al-Bar ("Emperador de la terra"),
Yusuf Sayfa va morir el 1624; només tres anys després el govern otomà de Trípoli fou concedit a un fill de Fakhr, que era de la família Sayfa per part de mare. El seu domini anava de Palestina al sud d'Anatòlia i de la mar Mediterrània a Palmira (1631).
Estava en una campanya a Síria del nord (1631) quan els beduïns es van revoltar a Palestina i Transjordània; al Xuf, el centre del seu poder, els iemenites d'Alam al-Din, aliats als fills de Yusuf Sayfa, també estaven en virtual revolta i va esclatar la guerra civil el 1633; els kaysites Al Tanukh que donaven suport a Fakhr, foren massacrats per Alam al-Din. El mateix any, amoïnat el govern otomà pel poder de Fakhr, el gran visir Khalil Pasha va ordenar al paixà de Damasc, Küçük Ahmed (Ahmad Koujak), de prendre mesures contra Fakhr. Els otomans van atacar a les forces de Fakhr, dirigides pel seu fill Ali, i les van derrotar a Subayba al Wadi al-Taym; Ali va morir en la lluita. Davant els otomans l'exèrcit de Fakhr es van enfonsar ràpidament; l'emir es va refugiar a les coves de Djazzin on fou descobert i fet presoner per Küçük Ahmed, i enviat a Istanbul on inicialment perdonat, fou finalment executat el 13 d'abril de 1635 junt amb el seu fill Mansur (el fill Ali havia mort a la lluita i un tercer fill fet presoner, Husayn, es va salvar i va arribar a ocupar alguns càrrecs com camarlenc del sultà i ambaixador otomà a l'Índia). El seu nebot Malham o Mulhim el va succeir.